# Cristina de Markyate

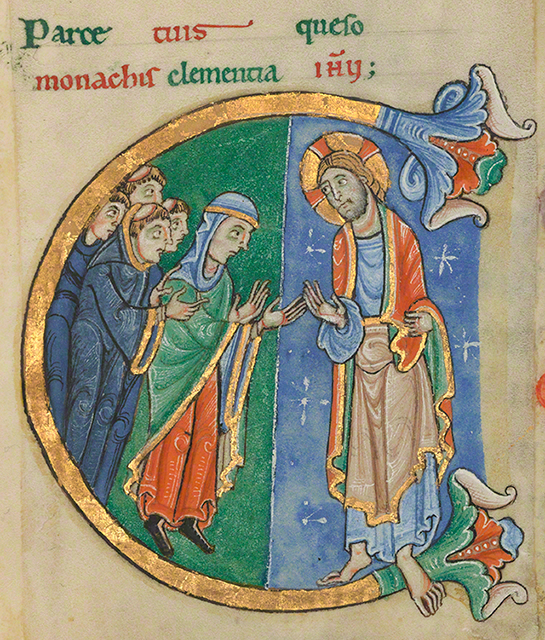
imagen de Cristina de Markyate en el Salterio de San Albano

Cristina de Markyate (en inglés: Christina of Markyate; nacida en Huntingdon, h. 1095-1100, m. quizá después de 1155) fue una cenobita y monja inglesa.

## Primeros años
Originalmente de nombre Teodora, nació en una rica familia de comerciantes en la ciudad inglesa de Huntingdon. Siendo muy joven, visitó la Abadía de St. Albans e hizo voto privado de castidad.

## Matrimonio
En su juventud, Ranulf Flambard, obispo de Durham, intentó seducirla. Cuando ella se resistió él la comprometió con un joven noble, Burhtred, con el consentimiento de sus parientes, el prior agustino de Huntingdon, y el obispo de Lincoln. Al saber la difícil situación de Teodora, un ermitaño llamado Eadwine, con la bendición del Arzobispo de Canterbury, la ayudó a escapar, disfrazada con ropa de hombre. Eadwine la llevó con un anacoreta de Flamstead, llamado Alfwen, que la escondió de su familia. Entonces, Teodora cambió su nombre por Cristina. Más tarde encontró refugio con Roger, un ermitaño y diácono de la abadía de St. Albans, cuya celda estaba en Markyate.

## Priora
Después de dos años, Burhtred liberó a Cristina del contrato matrimonial, y el arzobispo Thurstan de York anuló formalmente el matrimonio en 1122. A la muerte de Roger, en 1121 o 1122, Cristina se hizo cargo de la ermita existente junto a la abadía de St. Albans, donde al parecer experimentó visiones frecuentes de Jesús, María y Santa Margarita. Cristina tomó sus votos en St Albans en 1131. El priorato de Markyate se estableció en 1145.
Su comunidad recibió considerable apoyo financiero por parte de Godofredo de Gorham (o Gorron), abad de St Albans. En 1145, la tierra en la que estaba Markyate fue formalmente entregada a las monjas por los canónigos de la Catedral de San Pablo de Londres, que era la propietaria, a cambio de una renta nominal, y su comunidad fue formalmente consagrada como el priorato de Markyate y la dedicó a la Sagrada Trinidad.
Hay tres documentos importantes sobre su vida:
- un manuscrito en latín que contiene un relato de su vida escrita por un biógrafo masculino oficial (primero editado por C. H. Talbot; reemplazada por la edición de Hermite-Leclercq).
- varios detalles biográficos en las crónicas de la abadía de St. Albans.
- el llamado Salterio de San Albano, que probablemente le perteneció.

También se la menciona en dos documentos que datan de 1155 que sugieren, pero no prueban, que aún vivía en aquella época.[cita requerida]